# Rhomphaea
Rhomphaea là một chi nhện trong họ Theridiidae.

## Các loài
Tính đến  tháng 6 năm 2020, nó chứa ba mươi ba loài, được tìm thấy trên toàn thế giới:
- Rhomphaea aculeata Thorell, 1898 – Myanmar
- Rhomphaea affinis Lessert, 1936 – Mozambique
- Rhomphaea altissima Mello-Leitão, 1941 – Brazil
- Rhomphaea angulipalpis Thorell, 1877 – Indonesia (Sulawesi)
- Rhomphaea annulipedis Yoshida & Nojima, 2010 – Nhật Bản
- Rhomphaea barycephala (Roberts, 1983) – Seychelles (Aldabra)
- Rhomphaea brasiliensis Mello-Leitão, 1920 – Venezuela, Brazil
- Rhomphaea ceraosus (Zhu & Song, 1991) – Trung Quốc
- Rhomphaea cometes L. Koch, 1872 (Loài điển hình) – New Guinea, Samoa, Polynésie thuộc Pháp
- Rhomphaea cona (González & Carmen, 1996) – Argentina
- Rhomphaea fictilium (Hentz, 1850) – từ Canada đến Argentina
- Rhomphaea hyrcana (Logunov & Marusik, 1990) – Gruzia, Azerbaijan, Trung Quốc, Nhật Bản, Thổ Nhĩ Kỳ?
- Rhomphaea irrorata Thorell, 1898 – Myanmar
- Rhomphaea labiata (Zhu & Song, 1991) – Ấn Độ, Trung Quốc, Hàn Quốc, Lào, Nhật Bản
- Rhomphaea lactifera Simon, 1909 – Việt Nam
- Rhomphaea longicaudata O. Pickard-Cambridge, 1872 – Hy Lạp, Lebanon
- Rhomphaea metaltissima Soares & Camargo, 1948 – từ Panama đến Brazil
- Rhomphaea nasica (Simon, 1873) – đảo Canary, Bồ Đào Nha, Tây Ban Nha, Pháp, Ý, Croatia, Hy Lạp, Châu Phi, St. Helena
- Rhomphaea oris (González & Carmen, 1996) – Argentina
- Rhomphaea ornatissima Dyal, 1935 – Pakistan
- Rhomphaea palmarensis (González & Carmen, 1996) – Argentina
- Rhomphaea paradoxa (Taczanowski, 1873) – St. Vincent, từ Mexico đến Brazil
- Rhomphaea pignalitoensis (González & Carmen, 1996) – Argentina
- Rhomphaea procera (O. Pickard-Cambridge, 1898) – từ Costa Rica đến Argentina
- Rhomphaea projiciens O. Pickard-Cambridge, 1896 – từ USA đến Argentina. Được giới thiệu đến Ấn Độ
- Rhomphaea recurvata (Saaristo, 1978) – Seychelles
- Rhomphaea rostrata (Simon, 1873) – đảo Canary, Bồ Đào Nha, Tây Ban Nha, Pháp, Ý, Bosna và Hercegovina, Croatia, Hy Lạp
- Rhomphaea sagana (Dönitz & Strand, 1906) – Azerbaijan, Nga (Viễn Đông), Nhật Bản, Philippines
- Rhomphaea sinica (Zhu & Song, 1991) – Trung Quốc
- Rhomphaea sjostedti Tullgren, 1910 – Tanzania
- Rhomphaea tanikawai Yoshida, 2001 – Trung Quốc, Nhật Bản
- Rhomphaea urquharti (Bryant, 1933) – New Zealand
- Rhomphaea velhaensis (González & Carmen, 1996) – Brazil

Danh pháp đồng nghĩa:
- R. argenteola (Simon, 1873) = Rhomphaea nasica (Simon, 1873)
- R. canariensis (Schmidt, 1956) = Rhomphaea rostrata (Simon, 1873)
- R. delicatula (Simon, 1883) = Rhomphaea nasica (Simon, 1873)
- R. feioi (Mello-Leitão, 1947) = Rhomphaea projiciens O. Pickard-Cambridge, 1896
- R. honesta (Exline & Levi, 1962) = Rhomphaea brasiliensis Mello-Leitão, 1920
- R. longa (Kulczyński, 1905) = Rhomphaea rostrata (Simon, 1873)
- R. martinae (Exline, 1950) = Rhomphaea projiciens O. Pickard-Cambridge, 1896
- R. petrunkevitchi (Mello-Leitão, 1945) = Rhomphaea paradoxa (Taczanowski, 1873)
- R. remota (Bryant, 1940) = Rhomphaea fictilium (Hentz, 1850)
- R. simoni (Petrunkevitch, 1911) = Rhomphaea procera (O. Pickard-Cambridge, 1898)
- R. spinicaudata (Keyserling, 1884) = Rhomphaea paradoxa (Taczanowski, 1873)
- R. spinosa (Badcock, 1932) = Rhomphaea projiciens O. Pickard-Cambridge, 1896